# UCI Oceania Tour 2006-2007
L'UCI Oceania Tour 2006-2007 és la tercera edició de l'UCI Oceania Tour, un dels cinc circuits continentals de ciclisme de la Unió Ciclista Internacional. Està format per set proves, organitzades entre el 8 d'octubre de 2006 i el 5 de maig de 2007 a Oceania.
La victòria fou per l'australià Robert McLachlan, vencedor de la Melbourne to Warrnambool Classic, que aconseguia la victòria final per segona vegada, després de l'aconseguida el 2005.

## Evolució del calendari

### Octubre de 2006
| Data | Cursa                            | Cat. | Vencedor         | Equip          |
| ---- | -------------------------------- | ---- | ---------------- | -------------- |
| 8-14 | Herald Sun Tour                  | 2.1  | Simon Gerrans    | Austràlia      |
| 21   | Melbourne to Warrnambool Classic | 1.2  | Robert McLachlan | Drapac-Porsche |

### Novembre de 2006
| Data | Cursa             | Cat. | Vencedor        | Equip      |
| ---- | ----------------- | ---- | --------------- | ---------- |
| 6-11 | Tour de Southland | 2.2  | Hayden Roulston | Health Net |

### Gener de 2007
| Data  | Cursa              | Cat. | Vencedor        | Equip                |
| ----- | ------------------ | ---- | --------------- | -------------------- |
| 17-21 | Tour Down Under    | 2.HC | Martin Elmiger  | AG2R Prévoyance      |
| 24-28 | Tour de Wellington | 2.2  | Hayden Roulston | Trek-Zookeepers Cafe |

### Maig de 2007
| Data | Cursa                                 | Cat. | Vencedor         | Equip        |
| ---- | ------------------------------------- | ---- | ---------------- | ------------ |
| 3    | Campionat d'Oceania de contrarellotge | CC   | Gordon McCauley  | Nova Zelanda |
| 5    | Campionat d'Oceania en ruta           | CC   | Robert McLachlan | Australia    |

## Classificacions finals
| Pos | Ciclista                 | Equip                  | Punts  |
| --- | ------------------------ | ---------------------- | ------ |
| 1.  | Robert McLachlan (AUS)   | Drapac Porsche         | 238    |
| 2.  | Karl Menzies (AUS)       | Health Net-Maxxis      | 215    |
| 3.  | David Pell (AUS)         | Savings & Loans        | 154,66 |
| 4.  | Hayden Roulston (NZL)    | -                      | 145,66 |
| 5.  | Wesley Sulzberger (AUS)* | SouthAustralia.com-AIS | 100    |
| 6.  | Chris Jongewaard (AUS)   | Jittery Joe's          | 94     |
| 7.  | Darren Lapthorne (AUS)   | Drapac Porsche         | 86     |
| 8.  | Gordon McCauley (NZL)    | Plowman Craven         | 76,66  |
| 9.  | Hilton Clarke (AUS)      | Navigators Insurance   | 64     |
| 10. | Cameron Wurf (AUS)       | Priority Health        | 45     |

| Pos | Equip                                 | País         | Punts  |
| --- | ------------------------------------- | ------------ | ------ |
| 1.  | Drapac Porsche                        | Austràlia    | 410    |
| 2.  | Health Net-Maxxis                     | Estats Units | 262    |
| 3.  | SouthAustralia.com-AIS                | Austràlia    | 251    |
| 4.  | Savings & Loans                       | Austràlia    | 171,32 |
| 5.  | Navigators Insurance                  | Estats Units | 165    |
| 6.  | Jittery Joe's                         | Estats Units | 110    |
| 7.  | Plowman Craven                        | Regne Unit   | 76,66  |
| 8.  | Chocolade Jacques-Topsport Vlaanderen | Bèlgica      | 67     |
| 9.  | Priority Health                       | Estats Units | 50     |
| 10. | DFL-Cyclingnews-Litespeed             | Regne Unit   | 41     |

| Pos | País         | Punts    |
| --- | ------------ | -------- |
| 1.  | Austràlia    | 1.303,66 |
| 2.  | Nova Zelanda | 474,32   |

| Pos | País         | Punts |
| --- | ------------ | ----- |
| 1.  | Austràlia    | 333   |
| 2.  | Nova Zelanda | 92,32 |